# Unique selling proposition
Een unique selling proposition (letterlijk vertaald vanuit het Engels: uniek verkoopargument) of unique selling point (beide afgekort als USP) is de eigenschap van een product die het onderscheidt van vergelijkbare producten. Het is een marketingterm die ook wel onderscheidend vermogen wordt genoemd.

## Geschiedenis
Unique selling proposition is een term bedacht door Rosser Reeves van de Ted Bates & Company. Het is een marketingconcept ontstaan om patronen in succesvolle reclamecampagnes in de jaren 40 te verklaren. Volgens de theorie werden in zulke campagnes unieke voorstellen gedaan aan potentiële klanten. Deze voorstellen overtuigden de klanten om van merk te wisselen. Vandaag de dag wordt de term gebruikt om onderscheidende aspecten van een product te benoemen als basis voor marketingstrategieën.
Een term met dezelfde lading maar dan vanuit de klant beredeneerd is de Unique Buying Reason (UBR), wat 'unieke aankoopargument' betekent.

## Definitie
De USP duidt op de unieke en onderscheidende kenmerken van een dienst of product. Men brengt deze onder de aandacht van een bepaalde doelgroep om deze te wijzen op voordelen als kwaliteit, functionaliteit of prijs met als doel de gevoelens van een klant over een product positief te beïnvloeden. Deze meerwaarde bepaalt mede of een dienst of product succesvol zal zijn. Tegenwoordig worden ook slimme marketing-slogans, die niet meer direct het merk weergeven, maar wel blijven "hangen" hieronder geschaard. Verwant aan USP zijn begrippen als point of difference (POD), de elevatorpitch en unique perceived benefit (UPB).
De USP heeft een duidelijk strategisch nut binnen marketing en verkoop. Het zorgt voor positionering en onderscheiding in de markt. Soms heeft een product of dienst op zich geen unieke eigenschappen. In dat geval zal een USP wijzen op andere onderscheidende elementen en troeven van het achterliggende bedrijf of merk, bijvoorbeeld door een bepaald aspect van de service of het merkimago aan te duiden naar de doelgroep toe. Zo biedt de USP een antwoord op de vraag waarom een klant voor een bedrijf of merk moet kiezen.

## Criteria
Oorspronkelijke criteria die de bedenker opstelde zijn:
- Elke reclame moet een voorstel doen aan de klant dat hem zegt dat hij het product moet kopen om de bijbehorende voordelen te ontvangen.
- Het voorstel moet een zijn dat de concurrentie niet (kan) aanbieden.
- Het voorstel moet zo sterk zijn dat grote aantallen klanten overgaan op het product.

Tegenwoordig verwacht men van een goede USP dat deze
- zich verplaatst in de klant
- begrijpt waarom een klant een product koopt
- weergeeft wat maakt dat de klant voor dit product kiest en niet voor een vergelijkbaar product

## Voorbeelden
Voorbeelden van producten met een duidelijke USP zijn:
- Head & Shoulders: Mooi en roosvrij haar